# Echichens
Echichens (toponimo francese) è un comune svizzero di 2 642 abitanti del Canton Vaud, nel distretto di Morges.

## Storia

Lo stemma comunale di Echichens in uso prima degli accorpamenti comunali del 2011

In seguito a un referendum del 28 giugno 2009, nel luglio del 2011 ha inglobato i comuni soppressi di Colombier, Monnaz e Saint-Saphorin-sur-Morges.

## Monumenti e luoghi d'interesse
- Chiesa riformata di Nostra Signora in località Joulens, attestata dal 1173 e ricostruita nel 1893-1894[1].

## Società

### Evoluzione demografica
L'evoluzione demografica è riportata nella seguente tabella:
Abitanti censiti

## Geografia antropica

### Frazioni
- Colombier[3]
- Joulens
- Le Vernay
- Monnaz[4]
- Saint-Saphorin-sur-Morges[5]

## Amministrazione
Ogni famiglia originaria del luogo fa parte del cosiddetto comune patriziale e ha la responsabilità della manutenzione di ogni bene ricadente all'interno dei confini del comune.